# Les Compères
Les Compères is een Franse film van Francis Veber die werd uitgebracht in 1983.
Na La Chèvre (1981) is Les Compères (1983) de tweede komedie van Veber die een kaskraker werd in Frankrijk.

## Verhaal
De zeventienjarige Tristan Martin is van huis weggelopen samen met zijn vriendinnetje. Zijn moeder Christine is totaal overstuur door zijn plotse  verdwijning. Ontgoocheld door het gebrek aan betrokkenheid van haar man en door de lakse houding van de politie neemt ze contact op met Jean Lucas, een ex-minnaar. Ze maakt hem wijs dat hij best weleens de vader van Tristan zou kunnen zijn. Alhoewel Lucas een potige journalist is die van wanten weet gaat hij niet in op haar voorstel om op zoek te gaan naar de jongen. Daarop contacteert Christine een andere ex-minnaar, de bedeesde leerkracht François Pignon. Ook hem laat ze geloven dat hij de natuurlijke vader van Tristan kan zijn.

## Rolverdeling
| Acteur            | Personage                       |
| ----------------- | ------------------------------- |
| Gérard Depardieu  | Jean Lucas                      |
| Pierre Richard    | François Pignon                 |
| Anny Duperey      | Christine Martin                |
| Michel Aumont     | Paul Martin                     |
| Stéphane Bierry   | Tristan Martin                  |
| Philippe Khorsand | Milan                           |
| Maurice Barrier   | Rafard                          |
| Roland Blanche    | Jeannot                         |
| Robert Dalban     | de receptionist van het hotel   |
| Gisèle Pascal     | Louise, de moeder van Christine |